# Richard Wolffenstein (Chemiker)
Richard Wolffenstein (* 21. August 1864 in Berlin; † 5. Juni 1929 ebenda) war ein deutscher Chemiker, der um die Jahrhundertwende vom 19. zum 20. Jahrhundert wirkte.

## Leben
Wolffenstein studierte in Leipzig, Heidelberg, München und Berlin. 1888 promovierte er und nahm eine Assistententätigkeit an der Tierärztlichen Hochschule in Berlin, später in Breslau unter Albert Ladenburg auf. 1893 kehrte er nach Berlin, genauer an die Technische Hochschule Charlottenburg (heute Technische Universität Berlin) zurück. 1895 erfolgte die Habilitation und ab 1921 lehrte er als Professor für Chemie und Technologie der Heilstoffe.

## Leistungen
Wolffensteins Arbeitsschwerpunkt lag in der Erforschung der Alkaloide. Gemeinsam mit Adolf Pinner bestimmte er die Strukturformel des Alkaloids Nicotin. Den Sprengstoff Acetonperoxid (APEX) oder auch Triacetontriperoxid (TATP) entdeckte Wolffenstein an der Technischen Hochschule Berlin zufällig. Das von ihm zusammen mit Oskar Böters entwickelte und 1906 patentierte Syntheseverfahren zur Herstellung von Dinitrophenol und Trinitrophenol (Pikrinsäure) wird Wolffenstein-Böters-Reaktion genannt.
Er beschäftigte sich mit der Herstellung von reinem Wasserstoffperoxid (H2O2) durch Destillation unter vermindertem Druck (1894).
Mit Leonhard Mamlock beschrieb er erstmals die Cope-Eliminierung.

## Schriften
- Die Pflanzenalkaloide, Richard Wolffenstein, 3. Auflage Berlin 1922